# Natalie Mars
Natalie Cree Kelly, connue sous le nom de Natalie Mars (née le 3 février 1984), est une actrice et mannequin pornographique transgenre américaine. Elle a été l'actrice de films pour adultes la plus nommée et la plus récompensée aux 11e Transgender Erotica Awards en 2019 et à égalité avec Daisy Taylor pour la plupart des prix aux 12e Transgender Erotica Awards en 2020.

## Biographie
Elle est née à Fort Lauderdale, et a grandi à Little Rock, se déplaçant beaucoup dans son enfance. Elle a ensuite déménagé de l'Arkansas à Las Vegas.
En 2015, elle fait ses débuts dans l'industrie pornographique et a depuis joué dans plus de trois cents films pour adultes produits par Pure TS, Gender X, Grooby Productions, Pulse Distribution, Trans Angels, Devil's Film, Mile High, Kink.com, Trans500, Transsensuals, Goodfellas et Evil Angel,,.
En 2018, Mars a remporté le prix de l'actrice trans la plus populaire aux 1ers Pornhub Awards et, en 2019, elle a de nouveau remporté le prix aux 2nd Pornhub Awards,. En 2020, elle a remporté un AVN et un XBIZ Award du meilleur artiste transgenre de l'année,. Elle a été nommée dans la même catégorie en 2021. Elle avait déjà été nommée pour le même prix aux 35e AVN Awards en 2017 et aux 36e AVN Awards en 2019. En 2020, elle a remporté le prix du meilleur autoproducteur aux 13e Transgender Erotica Awards. Elle a également remporté la meilleure scène de sexe bi aux GayVN Awards en 2020. Mars a remporté le prix de la meilleure interprète transgenre en 2019 et le choix des fans de la meilleure interprète en 2020 aux NightMoves Awards,.
En 2019, Mars a fait la couverture du magazine MV de ManyVids.
En 2022, la société américaine de jouets sexuels Doc Johnson (en) a annoncé que Mars serait l'égérie de sa nouvelle gamme de poupées sexuelles.